# In Which We Meet Addison, a Nice Girl from Somewhere Else
"In Which We Meet Addison, a Nice Girl From Somewhere Else" é o primeiro episódio da primeira temporada da série de televisão americana Private Practice, spin-off de Grey's Anatomy. Estreou na Rede ABC nos Estados Unidos em 26 de Setembro de 2007.

## Sinopse
No 1º dia de trabalho de Addison, um pai está frustrado por sua filha ter lhe escondido que está grávida. Quando surgem complicações no parto, Addison, Pete e Dell trabalham juntos. Uma paciente de Violet entra em choque e fica sistematicamente contando os azulejos do chão de uma loja. Quando um paciente morre, Naomi, Sam e Charlotte discutem sobre quem deve ficar com o esperma dele – a mulher ou a amante.

## Músicas
- "I Don’t Feel Like Dancin’" – Scissor Sisters
- "California" – Brandi Carlile
- "Sad News" – Chris Garneau
- "Something’s Got Me Started" – Swingly

## Produção
| Jenna Bans           | Produtor              |
| Betsy Beers          | Produtor executivo    |
| Mark Gordon          | Produtor executivo    |
| Ann Kindberg         | Produtor              |
| Andrea Newman        | Produtor co-executivo |
| Marti Noxon          | Produtor executivo    |
| Michael Ostrowski    | Produtor supervisor   |
| Shonda Rhimes        | Produtor executivo    |
| Lauren Schmidt       | Co-produtor           |
| Mark Tinker          | Produtor executivo    |
| Hans van Doornewaard | Produtor associado    |
| Chris Van Dusen      | Produtor associado    |